# الحرس الجمهوري البرتغالي
الحرس الجمهوري البرتغالي (بالبرتغالية:Guarda Nacional Republicana) ، ويسمى بالتسمية الرسمية «الحرس الوطني الجمهوري» ، وهي حرس المكونة من العسكريين والذين يهدف لحماية الرئيس البرتغالي وقيامهم بعمليات عسكرية لإحباط المخططات التي تستهدف أمن البرتغال.

## وصلات خارجية
- الموقع الرسمي